# The Avenue in the Rain
The Avenue in the Rain (Nederlands: De laan in de regen) is een schilderij van de Amerikaanse kunstschilder Childe Hassam, olieverf op doek, 106,7 × 56,5 centimeter groot, gemaakt in 1917. Afgebeeld wordt een tafereel of Fifth Avenue tijdens de Eerste Wereldoorlog, met gevlag, weergegeven in een Impressionistische stijl. Het werk bevindt zich in de kunstcollectie van het Het Witte Huis. Bij zijn aantreden als president in januari 2009 koos Barack Obama ervoor het werk op te hangen in de Oval Office. Eerder hing het er ook al tijdens de ambtstermijn van Bill Clinton.

## Context
Hassam schilderde The Avenue in the Rain in februari 1917, toen de Eerste Wereldoorlog nog in volle gang was. Kort daarvoor, op,22 januari 1917, verkondigde president Woodrow Wilson nog te streven naar een "vrede zonder overwinnaars", op basis van onderhandelingen en compromissen, "zonder verbitterde verliezers". De patriottische gevoelens in de Verenigde Staten wakkerden echter hand over hand aan, onder meer door de vele aanvallen van Duitse onderzeeërs op marineschepen en steeds vaker ook koopvaardijschepen. Toen de Duitse regering op 31 januari aankondigde dat de onderzeeëroorlog "onbeperkt" zou zijn en dus ook Amerikaanse schepen kon treffen, zag Wilson zich genoodzaakt alle diplomatieke betrekkingen te verbreken. Toen drie weken later door de Amerikaanse inlichtingendienst een diplomatieke brief van Duitsland aan Mexico werd onderschept, waarin Mexico werd voorgesteld om een militaire alliantie te vormen tegen de Verenigde Staten, leidde dat tot grote verontwaardiging in Amerika. In New York gingen mensen spontaan de straat op ter onderstreping van hun eendracht en bereidheid tot oorlogsdeelname. Het is op dat moment dat Hassam zijn schilderij situeert. Vijf weken later stuurde Amerika Duitsland een "declaration of war", hetgeen een ommekeer zou betekenen in de oorlog en het begin van Amerika's bepalende rol in de wereldpolitiek.

## Afbeelding

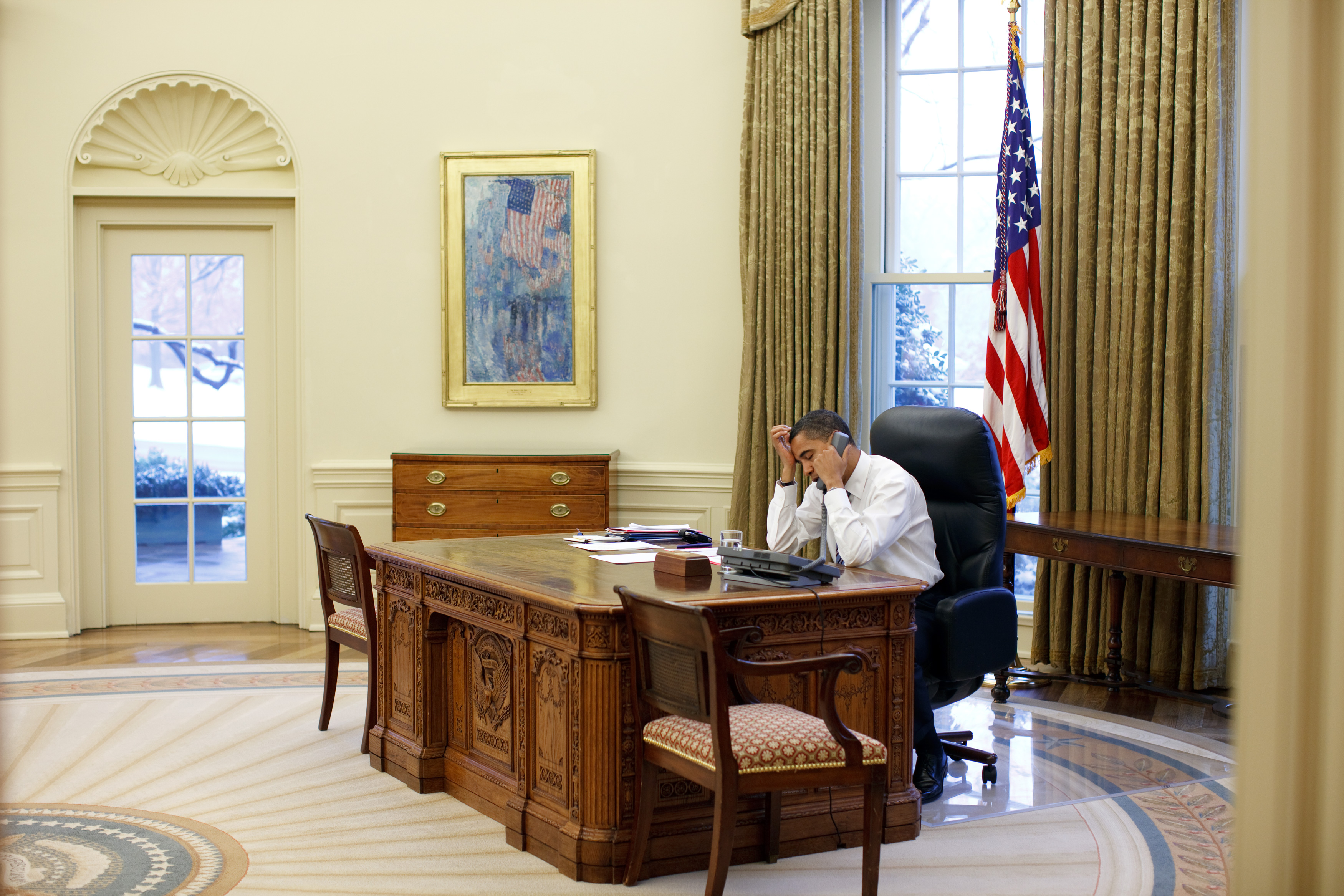
Het schilderij in de Oval Office.

Hassam schildert in The Avenue in the Rain het later als historisch beschouwde tafereel op Fifth Avenue in New York, waar mensen in de regen de straat optrokken en waar een zee aan vlaggen uiting geeft aan het Amerikaanse patriottische sentiment en de overtuiging dat het land haar isolatiepolitie zou moeten laten varen. Op straat is iedereen druk met elkaar in discussie. Met opgestoken paraplu's trotseren ze de regen, die de "stars and stripes" laat weerspiegelen in het blinkende plaveisel. De vlaggen bestrijken zeker een kwart van het schilderij. Doordat hun ophangpunten buiten de beeldrand vallen, lijken ze als het ware te zweven, een effect dat nog versterkt wordt door de bijna haaks naar beneden gerichte ophanging.

## Invloed van Monet
The Avenue in the Rain laat onmiskenbaar de invloed van het impressionisme zien op het werk van Hassam, meer in het bijzonder ook van Claude Monet, die hij zeer bewonderde. Monet schilderde in 1878 in Parijs vanuit een verhoogd standpunt een tweetal compositorisch vergelijkbare werken van de eerste Parijse viering van de Franse nationale feestdag, waarbij veel werd gevlagd ter ere van de republiek. Hassam kan deze werken gezien hebben tijdens zijn studiejaren in Parijs. Net als Monet hanteert hij in The Avenue in the Rain een opvallend losse toets, met streperige vegen, met name ook in de weergave van de figuren. Deze schetsachtige werkwijze moet het idee van het voorbijgaande versterken en tegelijkertijd een idee van beweging doet vermoeden. Zijn gezichtspunt is hier iets lager dan dat van Monet, hetgeen deelname suggereert, eerder dan afstandelijke beschouwing. Compositorisch valt vooral het contrast op tussen de blauwtinten waarin het werk is opgetrokken, en het rood in de vlaggen. Daarbij is het rood in de vlaggen niet alleen bedoeld ter accentuering van het vrij monotone blauwgebruik, maar dusdanig dominant aanwezig dat de kleuren van de Amerikaanse vlag uiteindelijk duidelijk en welbewust weerspiegeld worden in de totaalbeeld.
Van Monet nam Hassam ook het idee van de "reeks" over, het schilderen van hetzelfde thema bij verschillende momenten, waarmee Monet poogde iets duurzaams toe te voegen aan het vluchtige. Hassam schilderde tussen 1916 en 1919 liefst zeventien vergelijkbare werken. Ze geven uitdrukking geven aan hetzelfde eendrachtige, patriottische gevoel als de beide eerdere werken van de Franse impressionist, hoewel het beide schilders strikt genomen meer te doen was om de unieke sfeer en het bijzondere kleurenspel, dan om uiting te geven aan hun vaderlandslievende gevoelens.

## Monets werken van de Franse nationale feestdag op 30 juni 1878

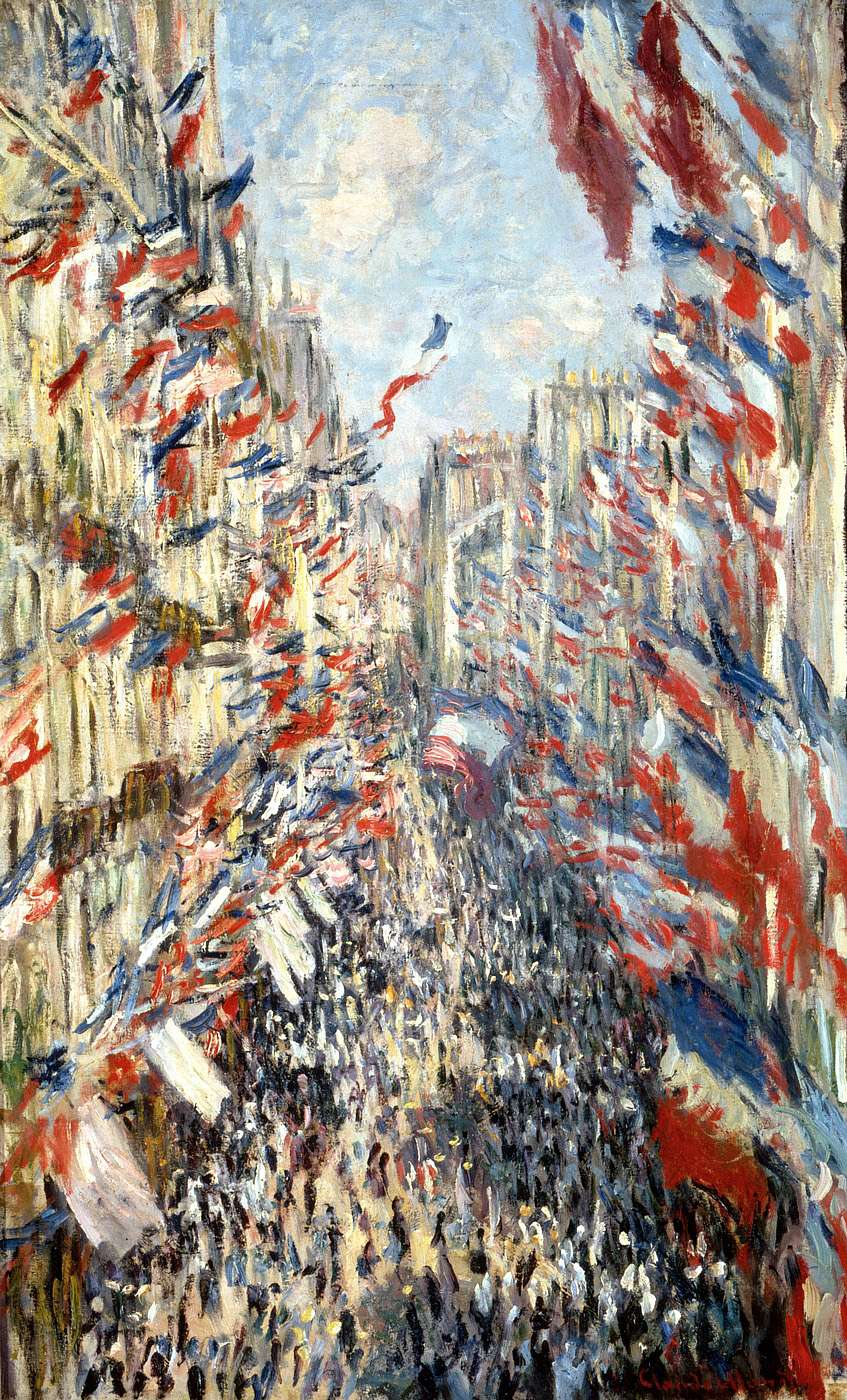
Rue de Montorgueil
Rue Saint Denis

## Andere werken van Hassam met vlaggen, 1916-1919

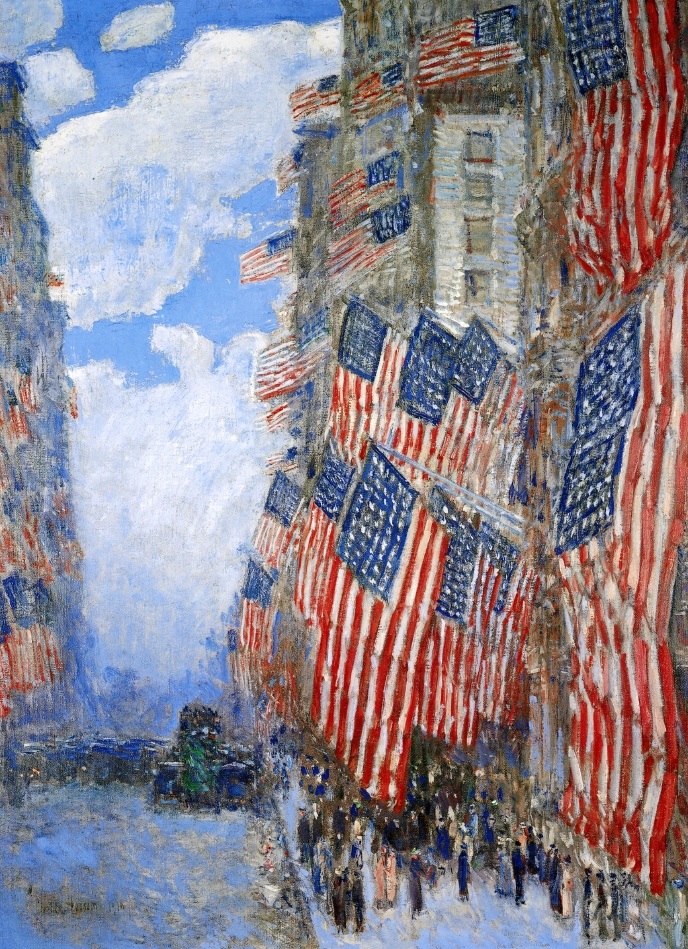
The Fourth of July, 1916
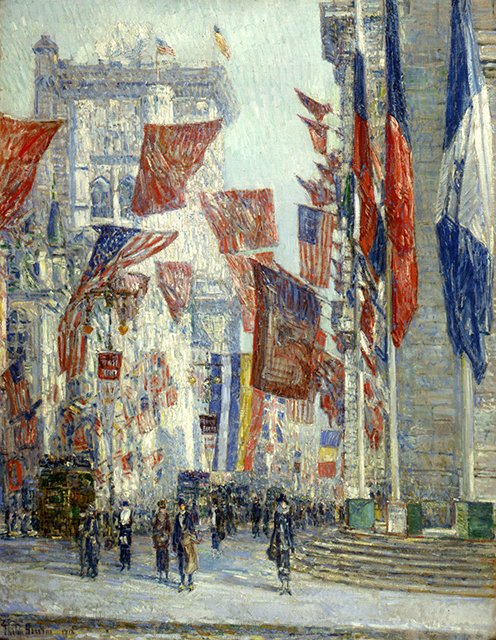
'Avenue of the Allies
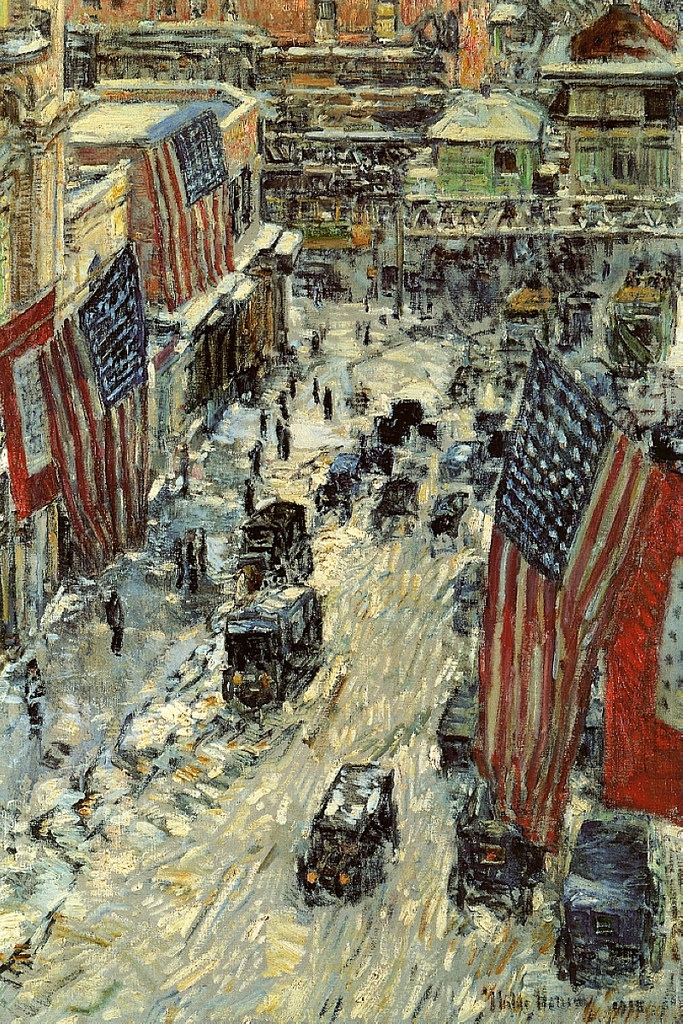
Flags on Fifty-Seventh Street
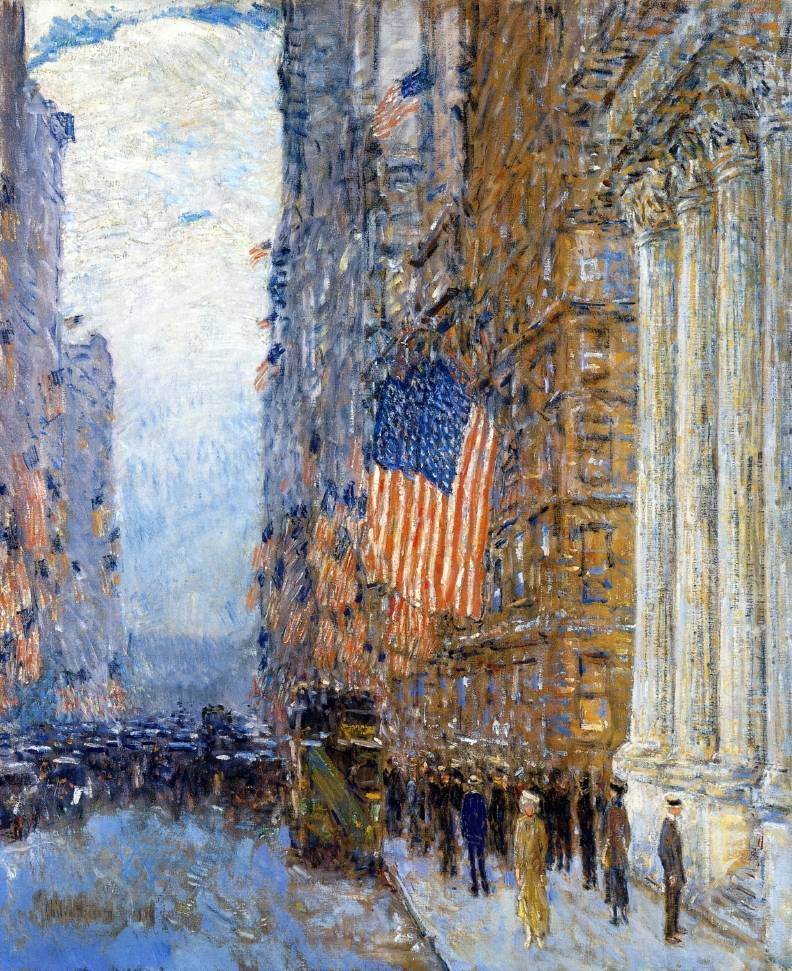
Flags on Waldorf
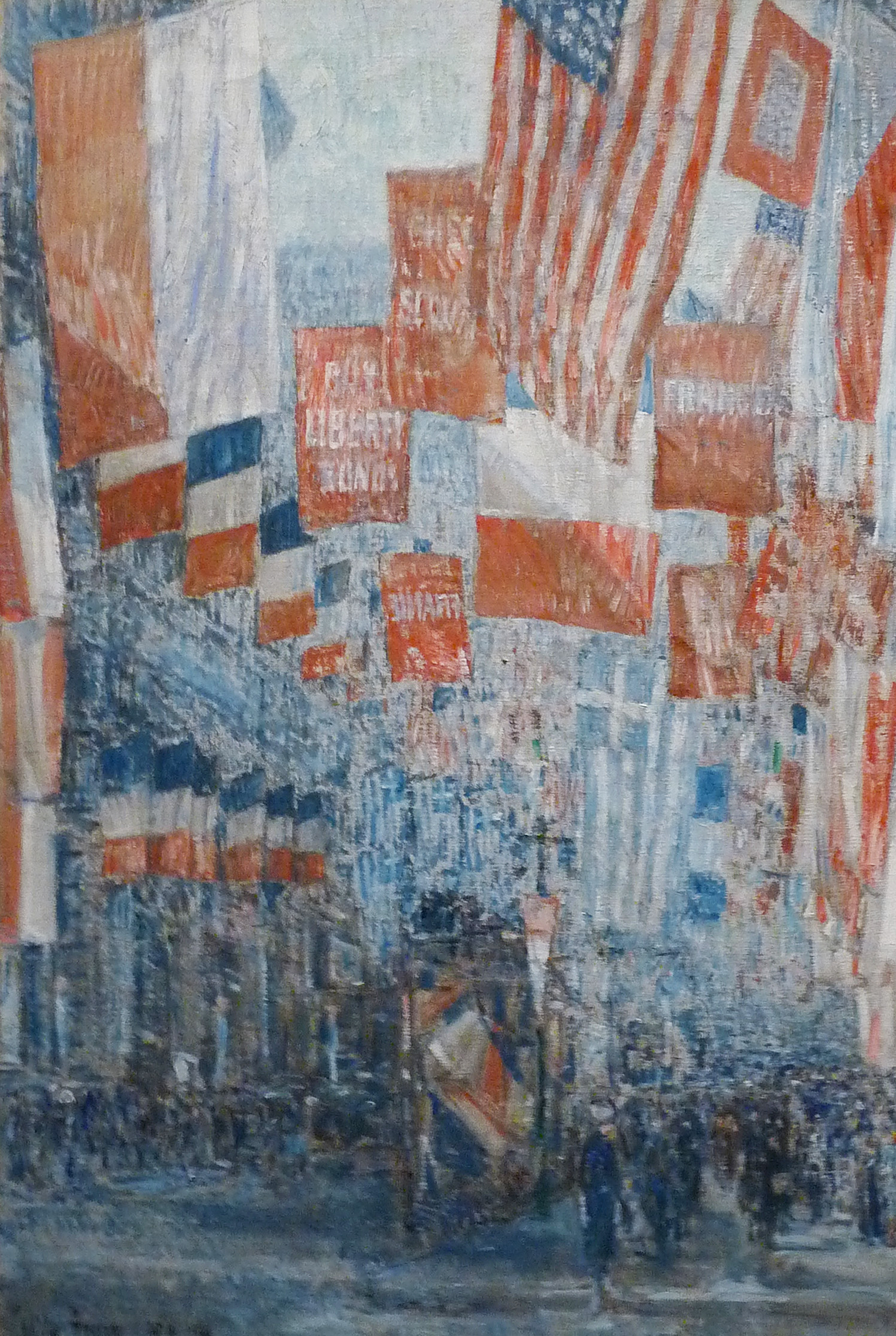
Avenue of the Allies
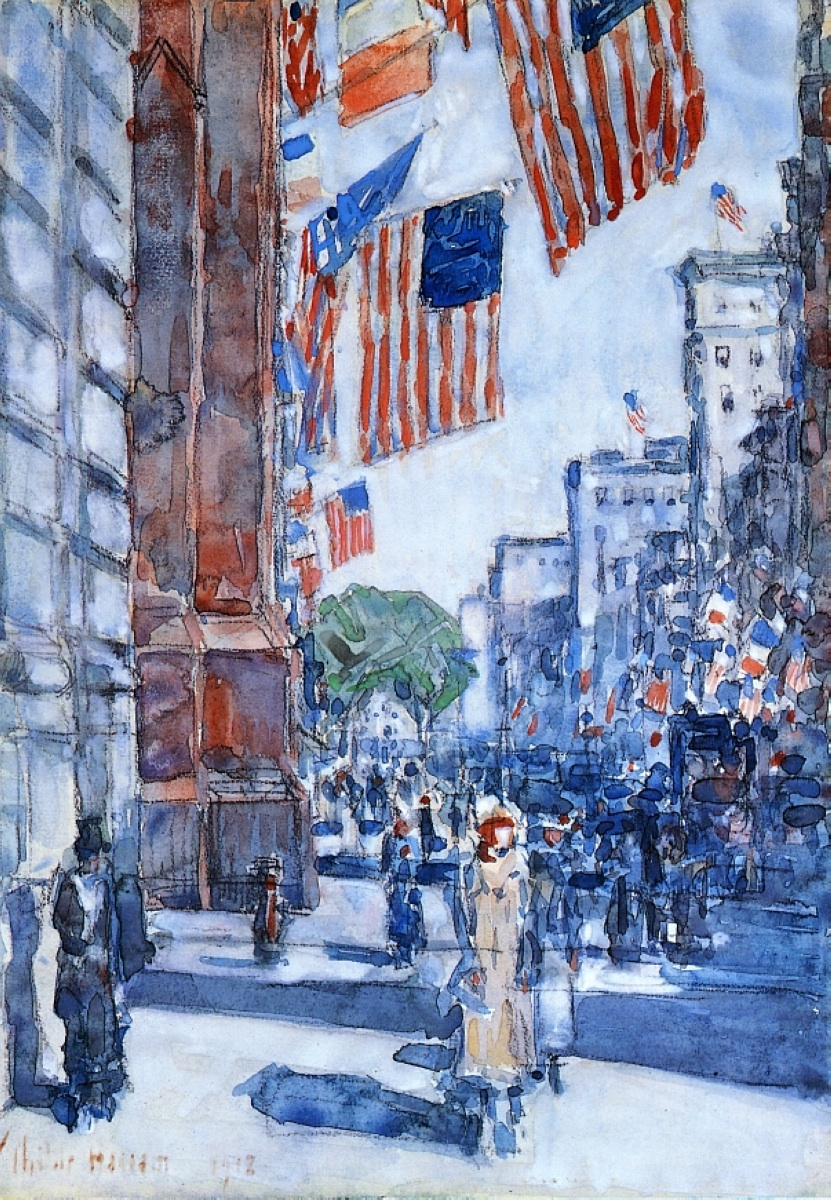
Flags, Fifth Avenue
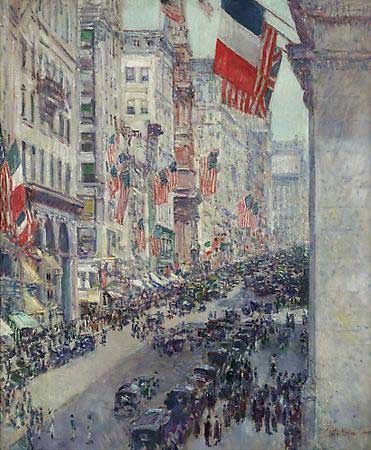
Up the Avenue from 34th Street
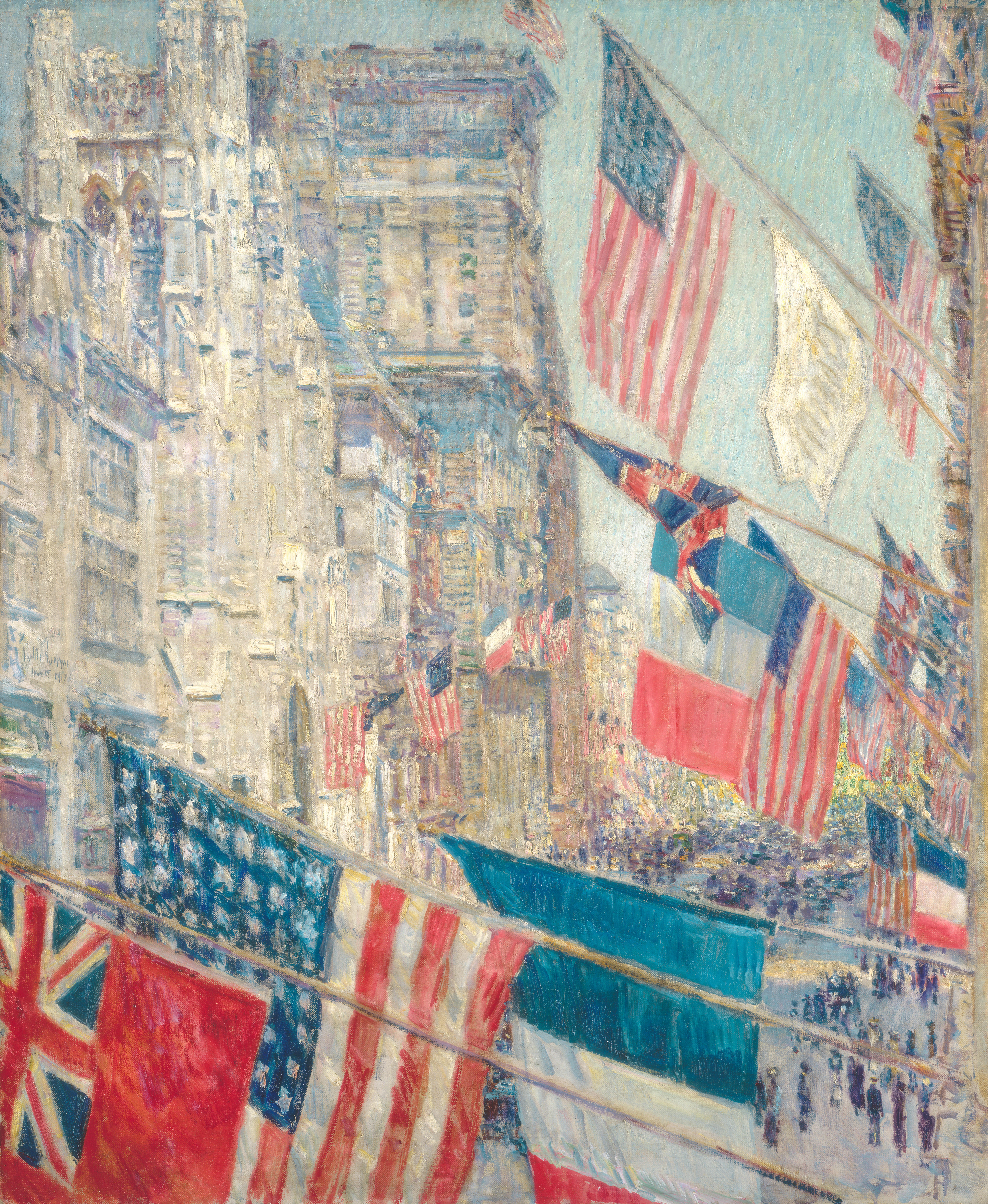
Allies Day
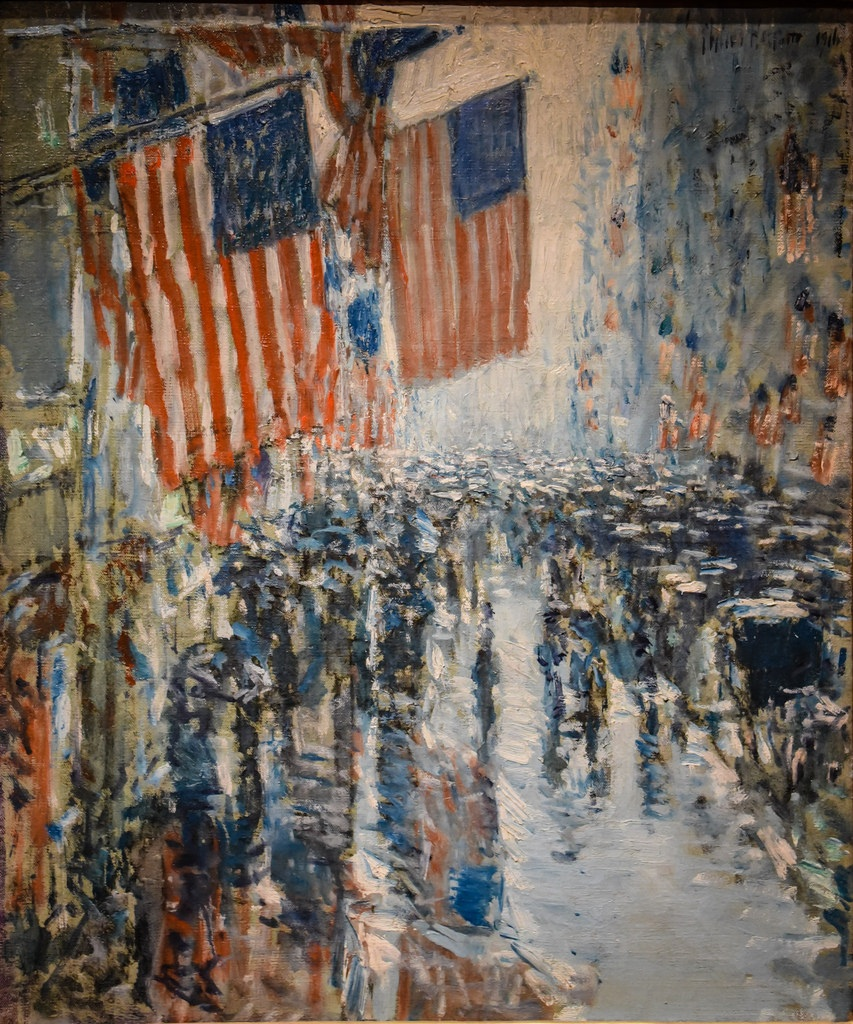
Rainy Day, Fifth Avenue
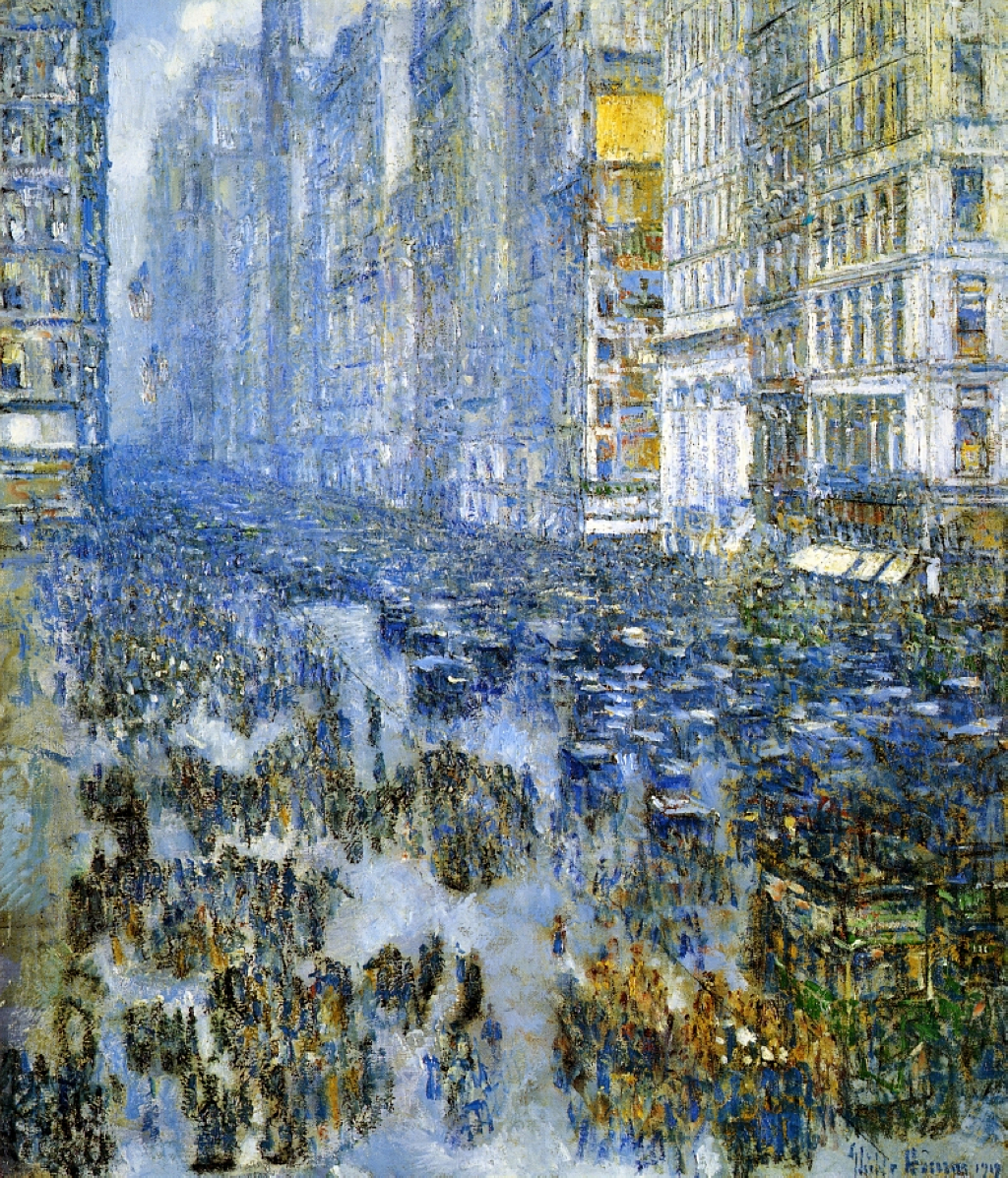
Fifth Avenue in the Winter